# 주탕향

주탕 향의 위치

주탕향(한국어: 죽당향, 중국어: 竹塘鄉, 병음: Zhútáng Xiāng)은 중화민국 장화 현의 향이다. 넓이는 42.1662km2이고, 인구는 2015년 8월 기준으로 15,663명이다.

## 지리
장화 현의 남서부에 위치하고 줘수이시(濁水溪)를 경계로 윈린 현과 접하며 지세는 낮고 평탄하다.